# Вергара Саэс, Серхио
Серхио Андрес Вергара Саэс (исп. Sergio Andrés Vergara Sáez; 25 апреля 1994, Мауле, Чили) — чилийский футболист, нападающий клуба «Минерос де Сакатекас».

## Клубная карьера
Воспитанник клуба «Универсидад де Чили». 24 мая 2014 года в матче Кубка Чили против «Магальянес» он дебютировал за основной состав. Летом того же года для получения игровой практики Серхио на правах аренды перешёл в «Депортес Вальдивия». 31 августа в матче против «Депортес Пуэрто-Монт» он дебютировал в чилийской Сегнуде. В этом же поединке Серхио забил свой первый гол за «Депортес Вальдивия».
Летом 2015 года перешёл в мексиканскую «Селаю». 2 августа в матче против «Коррекаминос» он дебютировал в Лиге Ассенсо. 18 октября в поединке против «Атланте» забил свой первый гол за «Селаю».
В начале 2017 года перешёл в «Пачуку». 29 января в матче против «Толуки» дебютировал в мексиканской Примере. В своём дебютном сезоне Вергара помог клубу выиграть Лигу чемпионов КОНКАКАФ.

## Достижения
«Пачука»
- Победитель Лиги чемпионов КОНКАКАФ — 2016/2017